# Gammarus acalceolatus
Gammarus acalceolatus is een vlokreeftensoort uit de familie van de Gammaridae. De wetenschappelijke naam van de soort is voor het eerst geldig gepubliceerd in 1970 door Pinkster.
Pinkster trof de dieren aan in het zoetwatermeer Aquelmane de St. Ali, gelegen tussen Midelt en Azrou in de provincie Meknès in Marokko. De mannetjes van G. acalceolatus kunnen ongeveer 17 mm groot worden. De ogen zijn klein. 